# Автомобільна модель Ньюелла
У теорії потоку транспортних засобів модель автомобіля Ньюуелла - це метод, який використовується для визначення того, як транспортні засоби рухаються один за одним на проїжджій частині. Основна ідея цієї моделі полягає в тому, що транспортний засіб повинен зберігати мінімальний проміжок часу між ним і транспортним засобом, що попереду. Таким чином, у перевантажених умовах, якщо провідний автомобіль змінює свою швидкість, наступний транспортний засіб також змінить швидкість у цій точці простору.

## Огляд
Припускаючи, що фундаментальна діаграма (щільність потоку) є трикутною функцією, стан трафіку A зі швидкістю vA і щільністю kA можна вважати перевантаженим в районі. Щільність на проїжджій частині може бути визначена за допомогою відстані між транспортними засобами і обчислюється просто рівнянням:
kA = 1/sA
Геометричні співвідношення з фундаментальної діаграми також можуть бути використані для розрахунку щільності, та задаються рівнянням:
kA = (kj  w)/(vA+w)
У просторі-часовій діаграмі траєкторії провідного (верхнього) та наступного (нижнього) автомобіля відокремлені відстані δ і час τ. Відстань між транспортними засобами у стані транспортного потоку A можна знайти за допомогою геометричних співвідношень, знайденої в діаграм часу-простору:
sA = vA(τ)+δ
Використовуючи зв'язки між попередніми рівняннями, змінні τ і δ можна визначити так:
τ = 1/(wkj)
δ = 1/kj
Таким чином, τ і δ є константами, визначеними швидкістю хвилі та щільністю заторів, незалежно від швидкості головного транспортного засобу та стану руху. Шлях транспортного засобу i. Функція часу, може бути визначена за допомогою рівняння:
xi(t) = min(xAF(t), xAC(t))
Положення транспортного засобу i в умовах вільного потоку:
xiF(t) = xi(t-τ) + vf * τ 
Положення транспортного засобу i у перевантажених умовах:
xiC(t) = xi-1(t-τ) - δ

### Агресивність водія
У реальних умовах гіпотетичний наступний драйвер може рухатись неправильно, наслідком чого буде відхилення від траєкторії часового поясу запропонованих моделлю Ньюелла. Траєкторії часових просторів від даних, зібраних на дорогах і автомагістралях, можна порівняти з відповідною траєкторією автомобіля моделі Ньюелла, щоб визначити, чи є водій обережним чи агресивним. Наступні малюнки показують траєкторії двох транспортних засобів (чорного кольору) та траєкторії, передбаченої моделлю Ньюелла для наступного автомобіля (синій).
Траєкторія проміжків часу для нормального водія:
Траєкторія проміжків часу для обережного водія:
Траєкторія проміжків часу для агресивного водія:
Коли наступний водій реагує рано, коли він сповільнюється або реагує пізно, при розгоні, розрив між часом та дистанцією між лідером і послідовником збільшується. Послідовник можна описати як обережного водія. В іншій ситуації послідовник реагує пізніше, якщо він сповільнюється, або раніше, коли прискорюється і зменшує проміжки часу та відстані між лідером і послідовником. Послідовник можна описати як агресивного водія.

## Також
- Модель Гіпса
- Розумна модель транспортних засобів
- Принцип мінімізації руйнування Кернера
- Трифазна теорія руху
- Транспортне моделювання
- Перевантаження руху: Реконструкція з трифазною теорією Кернера